# Mälardalen

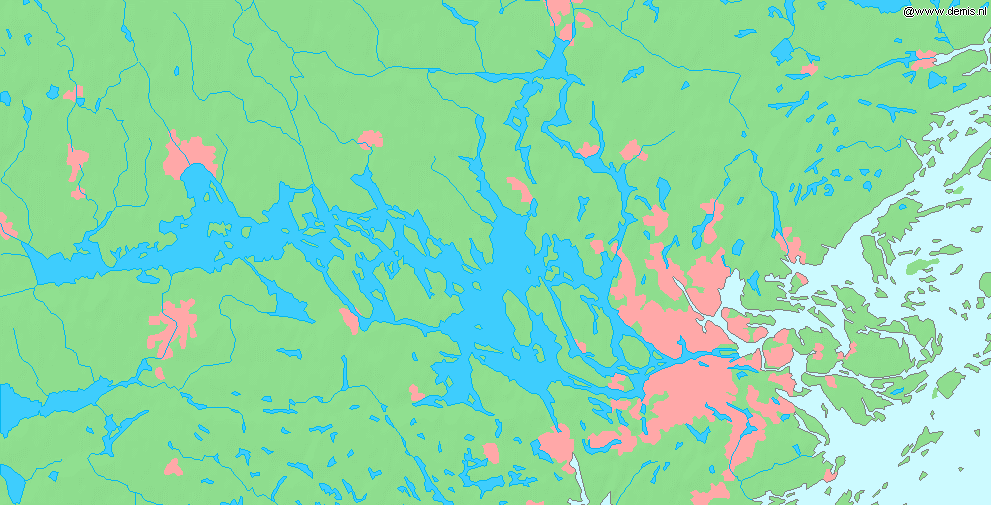
Karta över Mälaren och centrala delar av Mälardalen.

Mälardalen, emellanåt Stockholm-Mälarregionen eller endast Mälarregionen, är Svealands östligaste del och inbegriper området runt Mälaren och dess upptagningsområde. Mälardalen omfattar allt kustland från Mälarens västra ände fram till dess utlopp vid Östersjön, ungefär motsvarande sydvästra Uppland, sydöstra Västmanland och norra Södermanland. I regel inkluderas även Storstockholm i Mälardalen och i vissa sammanhang inräknas även Örebrotrakten och omgivande kommuner kring Hjälmaren. Eftersom några av Uppsalas gamla villaförorter ligger vid Mälarviken Ekoln, som Graneberg, Vårdsätra med flera, räknas ibland även Uppsala in i Mälardalen. Gränsdragningen är således något flytande. Exempel på övriga städer i Mälardalen är Västerås, Södertälje, Eskilstuna, Enköping, Strängnäs, Köping, Kungsör och Arboga. Det var i huvudsak Mälardalen som utgjorde det gamla Svea rike och i regionen finns historiska centralorter som Birka, Sigtuna och Gamla Uppsala.

## Historia och utbredning
Mälardalen, som aldrig har varit en officiell region, har genom svensk historia istället delats av flera landskap: Uppland, Södermanland, Västmanland och Närke, och i modern tid av flera län: Stockholm, Uppsala, Södermanland, Örebro, och Västmanland. I de flesta fall ingår området kring Hjälmaren i Mälardalsregionen om inget annat en av historiska och kulturella skäl snarare än geografiska.

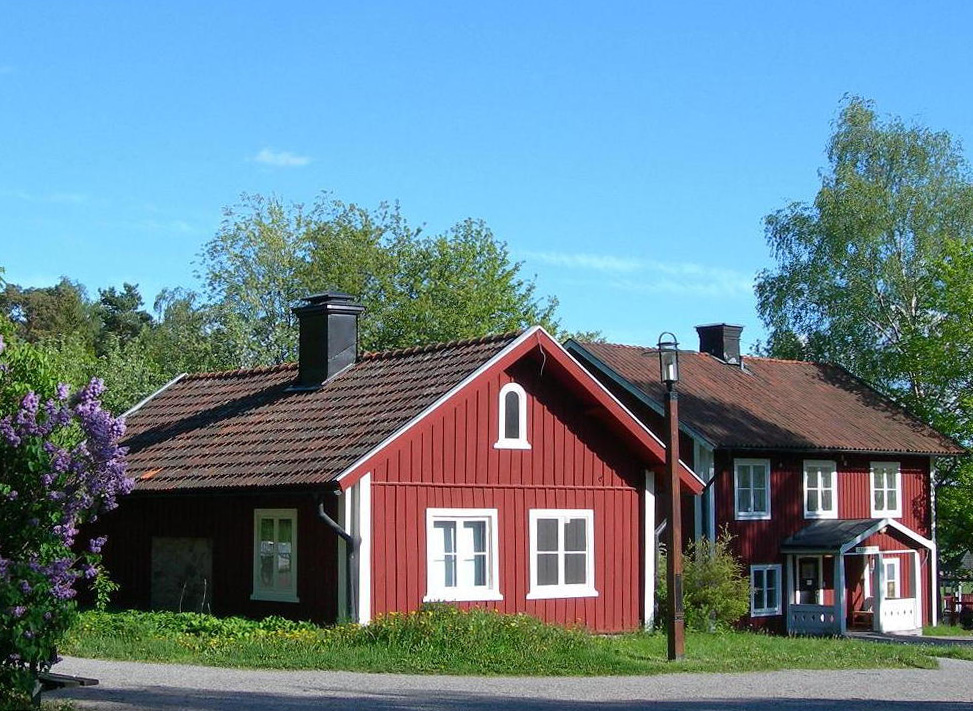
Röda stugor med vita knutar är typiska för Mälardalen.

### Utbredning
Trots detta har de flesta som bor i Mälardalen en klar uppfattning om vad som kännetecknar regionen; medan få av dem kommer att kunna definiera vad de egenskaperna är mer exakt. Förmodligen beror detta på att regionen inte bara är homogen och har varit så i många århundraden, utan också har haft ett stort inflytande på den svenska historien och därför aldrig behövt definiera dess symboler eller accentuera dess särdrag, den svenska historien gick alltid hand i hand med Mälardalens historia. Under det sena 1800-talet och början av 1900-talet när den moderna svenska nationalismen utvecklades var egenskaper som uppfattades som typiskt svenska ofta kännetecken för Mälardalen snarare än Sverige i stort. Till exempel är Falu-röda stugor med vita knutar ofta hänvisade till som en traditionell svensk byggnadsstil, även fast den främst förekommer i Mälardalen, en byggnadsstil som skulle sticka ut på västkusten. Likaså är det som benämns rikssvenska ofta svårt att skilja från de dialekter som talas runt Mälaren. Ett av regionens utmärkande drag är dess många stora herrgårdar och bruk, ett av de bäst bevarade exemplen är världsarvet Engelsbergs bruk i nordvästra Mälardalen.

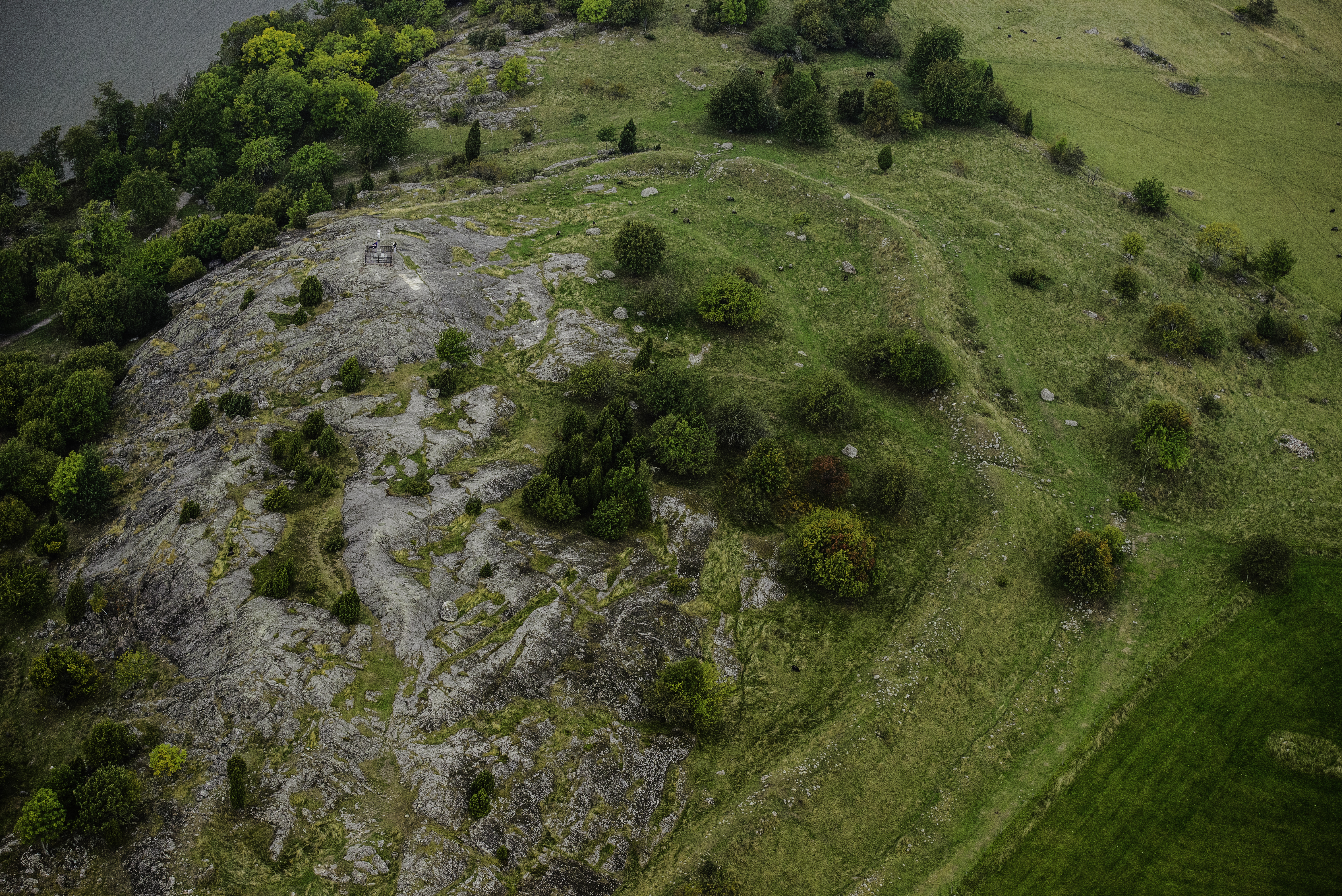
Birkas fornborg.

### Tidig historia
Runt Mälaren finns flera bevarade fornborgar. De flesta byggdes under äldre järnålder och är främst belägna i den östra delen av Mälardalen. Detta beror på att det finns många lämpliga borgberg i spricklandskapet där. Några av borgarna visar spår av husgrunder och tecken på permanenta bosättningar, även om deras huvudsakliga syfte var försvar. Fynd från stenåldern och järnåldern finns runt hela Mälardalen, men järnåldern dominerar eftersom så lite av området låg ovanför vattenytan under stenåldern. Här finns 9 400 gravfält, vilket är dubbelt så många som i Västergötland, Östergötland och Småland tillsammans. Från mitten av 1200-talet avsnördes Mälaren från havet, vilket ledde till att makten och ekonomin som tidigare var koncentrerad kring åmynningarna försköts till andra områden. Stockholm tog över den välutvecklade handeln med hela Östersjöområdet. Sedan dess har många byar och städer flyttat medan andra har blivit kvar, vilket har gjort att de nu ligger en bit från Mälarens strand. När människor bosatte sig vid det som idag är Uppsala, Eskilstuna och Enköping, låg dessa platser direkt vid vattnet, till skillnad från idag då de ligger några kilometer inåt land.

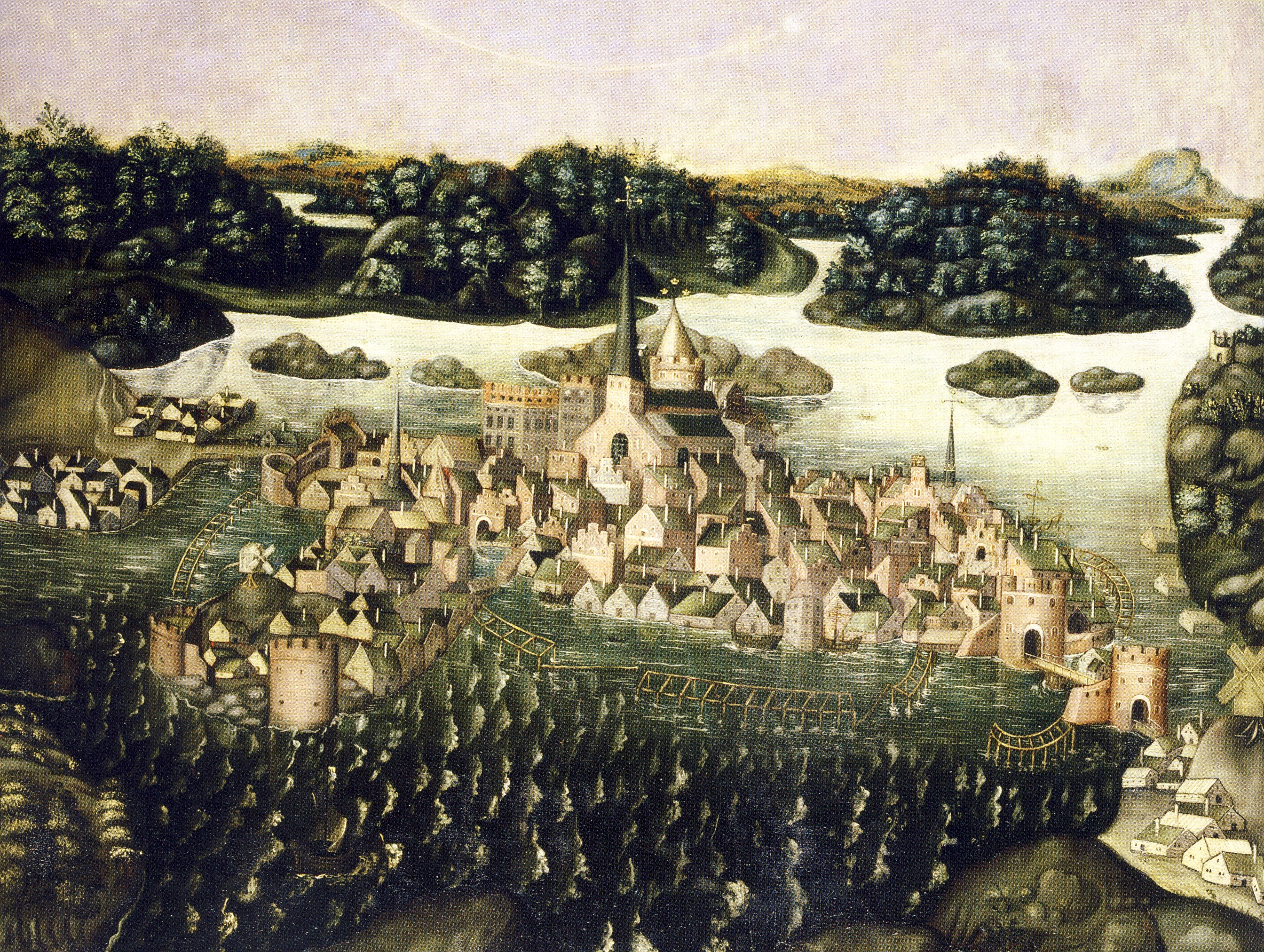
Stockholm ersatte många handelsbyar i Mälardalen till följd av landhöjningen.

### Medeltiden
Under medeltiden började Sverige utveckla en centralmakt. En feodal maktstruktur växte fram för markägande och regler för arv av jord sammanställdes i de medeltida landskapslagarna. Det har antagits att detta ledde till en något dämpad befolkningsutveckling i Mälardalen jämfört med resten av landet. Genom att studera gamla lagtexter framgår det att området kring Mälaren fick en patriarkalt strukturerad jordbrukarklass, från bönder till herremän, grundat på förstfödslorätt. I och med den senare delen av medeltiden började gruvhanteringen blomstra och blev kommersiellt viktig för hela Mälardalen. På 1500-talet växte en verklig centralmakt fram med Stockholm som säte. Under 1600-talet, under stormaktstiden, förstärktes stadens betydelse ytterligare genom sina administrativa funktioner för Östersjön. Stockholm fortsatte att växa under industrialiseringen och genom den moderna befolkningsökningen.

## Geografi och geologi

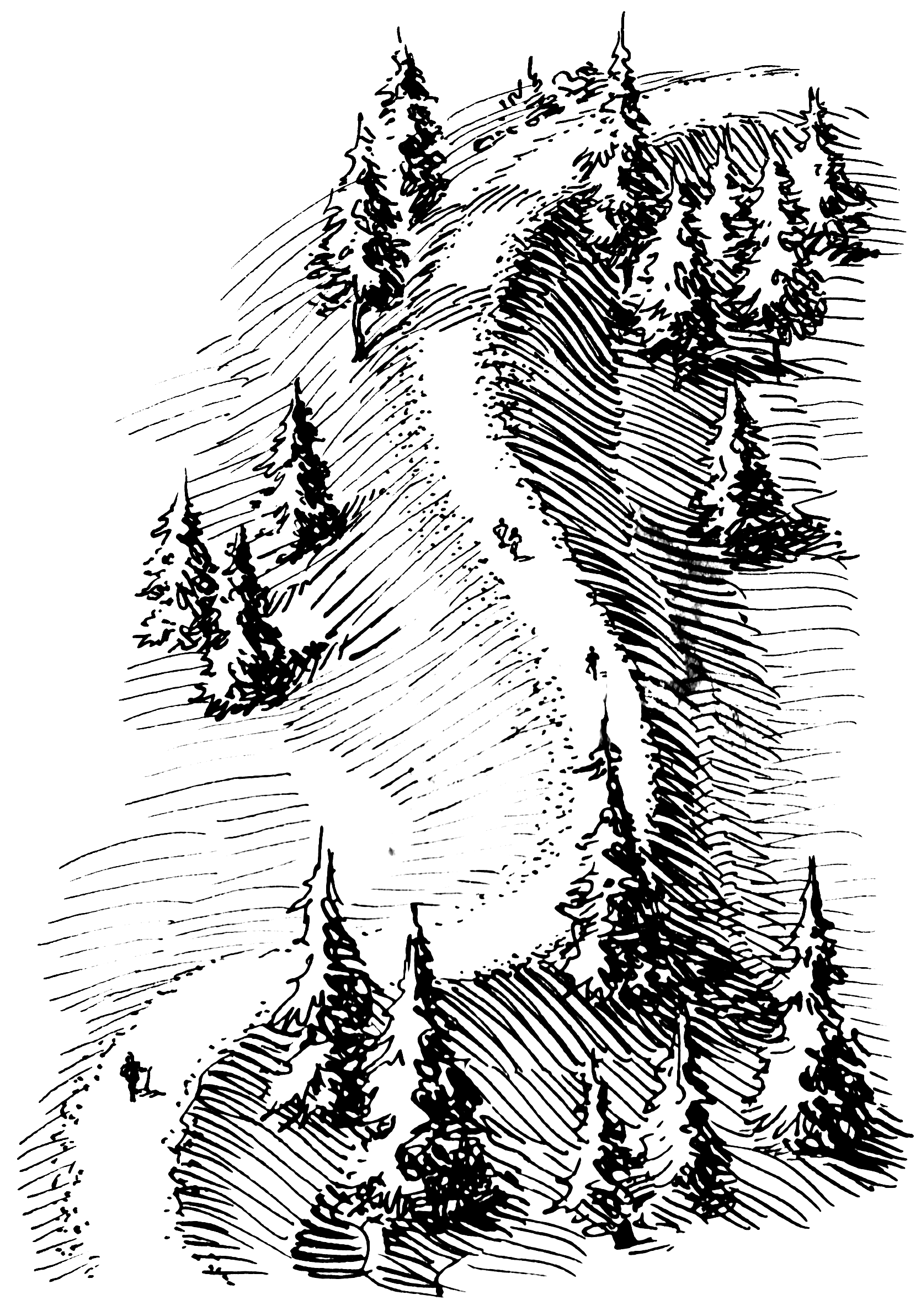
Rullstensåsar är vanligt förekommande i Mälardalen till följd av landhöjningen.

### Landhöjningens påverkan på landskapet
Mälaren är Sveriges tredje största sjö och en typisk slättlandssjö med över 8 000 öar, holmar och skär. Sjöns karaktäristiska form, med vikar, sund och fjärdar beror på förkastningar, åsar och sprickdalar. Den pågående landhöjningen är utmärkande för Mälarens närområde, ett fenomen som även ses längs Norrlandskusten och Finlands kust. Människor märkte länge att vattennivån verkade "sjunka" längs kusterna men förstod inte orsaken. I slutet av 1800-talet upptäcktes att landet hade varit täckt av inlandsis, och att det inte var vattnet som sjönk utan landmassorna som höjde sig. 
Sedan den senaste nedisningen, som upphörde för cirka 10 000 år sedan, har landytan i östra Mälaren höjt sig med närmare 400 meter. Istäcket, som beräknas ha varit runt tre kilometer tjockt, smälte och bildade den så kallade Baltiska issjön, vilket senare blev Östersjön. Under stenåldern var Mälaren fortfarande en stor vik av Östersjön, men under 1100- och 1200-talen separerades sjön från Östersjön genom landhöjningen. Vid avsnörningen låg vattennivån runt fem meter över dagens nivå. Landhöjningen har inte varit den enda faktorn som påverkat havsytans nivå och strandlinjens läge, utan också mängden vatten som bundits i eller smält från inlandsisarna under klimatvariationer. Idag höjer sig landet i Mälarregionen med mellan 3 och 6 mm per år, en förändring som är märkbar under en människas livstid. 
När inlandsisen smälte, var Stockholm och den östra delen av Mälaren ett vattenlandskap som senare blev en skärgård. Direkt efter istiden låg vattenytan i Mälarregionen cirka 150 meter över dagens nivå, vilket utgör dagens högsta kustlinje. Ovanför denna nivå har ingen ursvallning av sediment skett mot flackare mark, medan materialet under högsta kustlinjen istället har samlats i dalgångarna. Detta har skapat varierande förutsättningar för bosättning och bebyggelse ovanför och under högsta kustlinjen.
Mälardalen består av ett karaktäristiskt spricklandskap med lågt liggande odlade lermarker omväxlande med högre stråk av morän och isälvsavlagringar. Rullstensåsarna är mälarlandskapens kännetecken liksom torra och enbevuxna backar. Mälardalen har en varierad geografi med en blandning av skogar, jordbruksmark och vattenområden. Regionen domineras av den stora sjön Mälaren, som med sina många vikar och öar skapar ett unikt landskap. Runt Mälaren finns bördiga slätter och frodiga skogar, vilket ger en pittoresk och naturskön miljö. Klimatet i Mälardalen är tempererat med fyra distinkta årstider. Somrarna är milda till varma med temperaturer som ibland når upp till 30 grader Celsius, medan vintrarna kan vara kalla med snöfall och med temperaturer som ofta sjunker under nollstrecket. Våren och hösten kännetecknas av mildare väder.

### Jordbruk

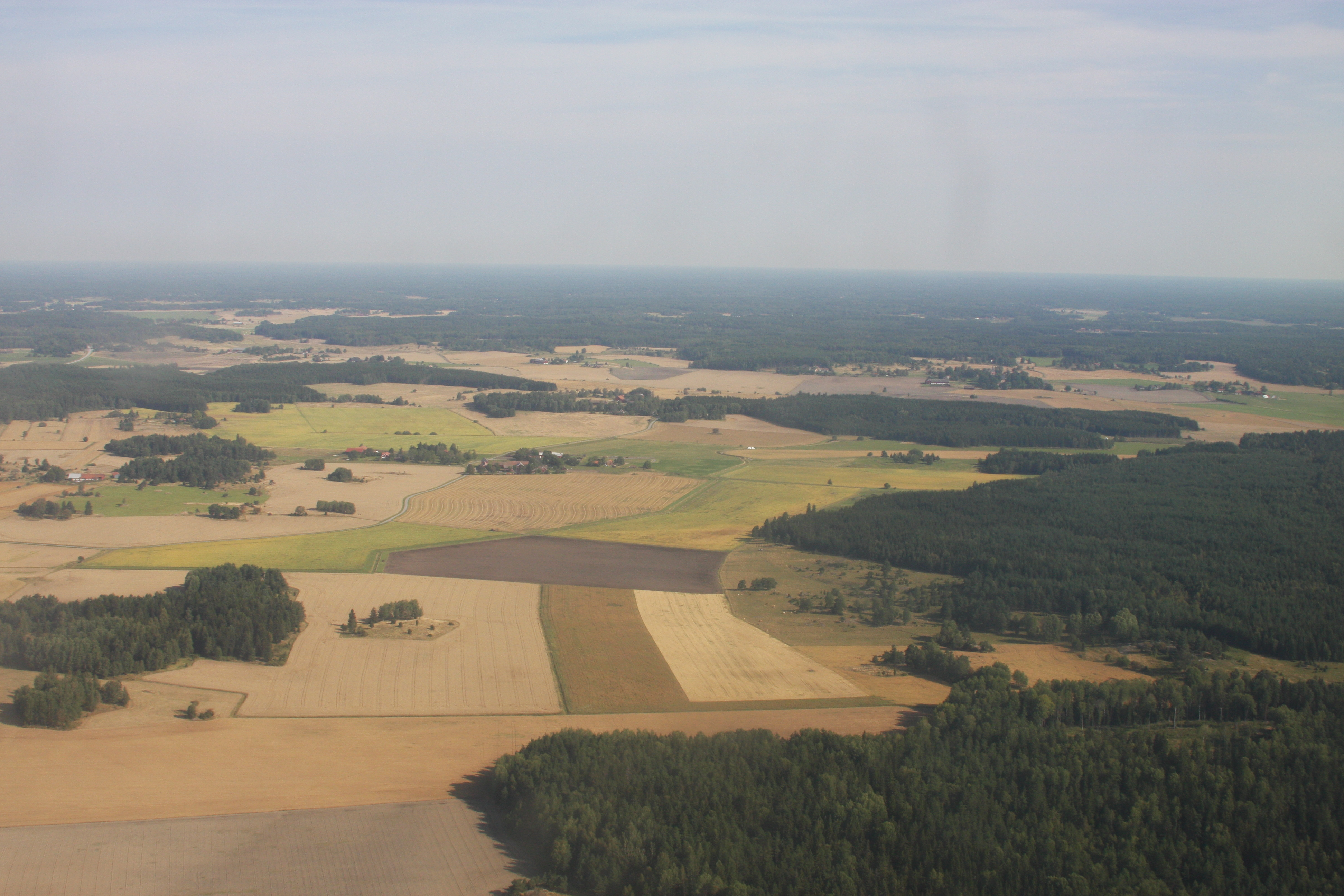
Klassiskt odlingslandskap i Mälardalen.

I Mälardalen utgör de odlade arealerna cirka 25 % av landytan, vilket är en hög andel i ett svenskt sammanhang. Det öppna landskapet i regionen har formats genom långvarig jordbruksverksamhet och utgör kärnområdet för Svealands jordbrukslandskap. Mälardalens jordbruk kännetecknas av styva åkerleror, vilket traditionellt har gynnat spannmålsodling. Idag odlas främst vete, vårkorn och havre. I de östra jordbrukskommunerna dominerar höstvete, medan vårvete och havre är mer framträdande i de västra delarna. I vissa områden är arealerna för slåtter- och betesvall jämförbara med spannmålsarealen. Dessutom förekommer en omfattande odling av energiskog i Uppsala, Södermanlands och Västmanlands län.
Antalet jordbruksföretag med spannmålsproduktion har minskat sedan mitten av 1900-talet och uppgick år 2006 till drygt 6 000. Hälften av dessa disponerar en åkerareal på över 100 hektar, och dessa större gårdar står för den dominerande andelen av jordbruksmarken. Cirka hälften av den totala åkerarealen är utarrenderad. År 2006 bestod produktionen av animalier i Mälardalen främst av nötkreatur för mjölk- och köttproduktion, samt får, svin och fjäderfän. Cirka 3 000 jordbruksföretag i regionen hade nötkreatur. Södermanlands län hade de högsta produktionssiffrorna för svin och fjäderfän, medan Stockholms län särskiljer sig genom att ha nästan lika många hästar som de övriga Mälarlänen tillsammans. Hästgårdar, som skiljer sig från gårdar med kor, får och grisar, är vanligen belägna nära där människor bor, vilket förklarar den stora förekomsten i Stockholms län. Antalet hästgårdar har visat en växande trend.

### Sjöfart

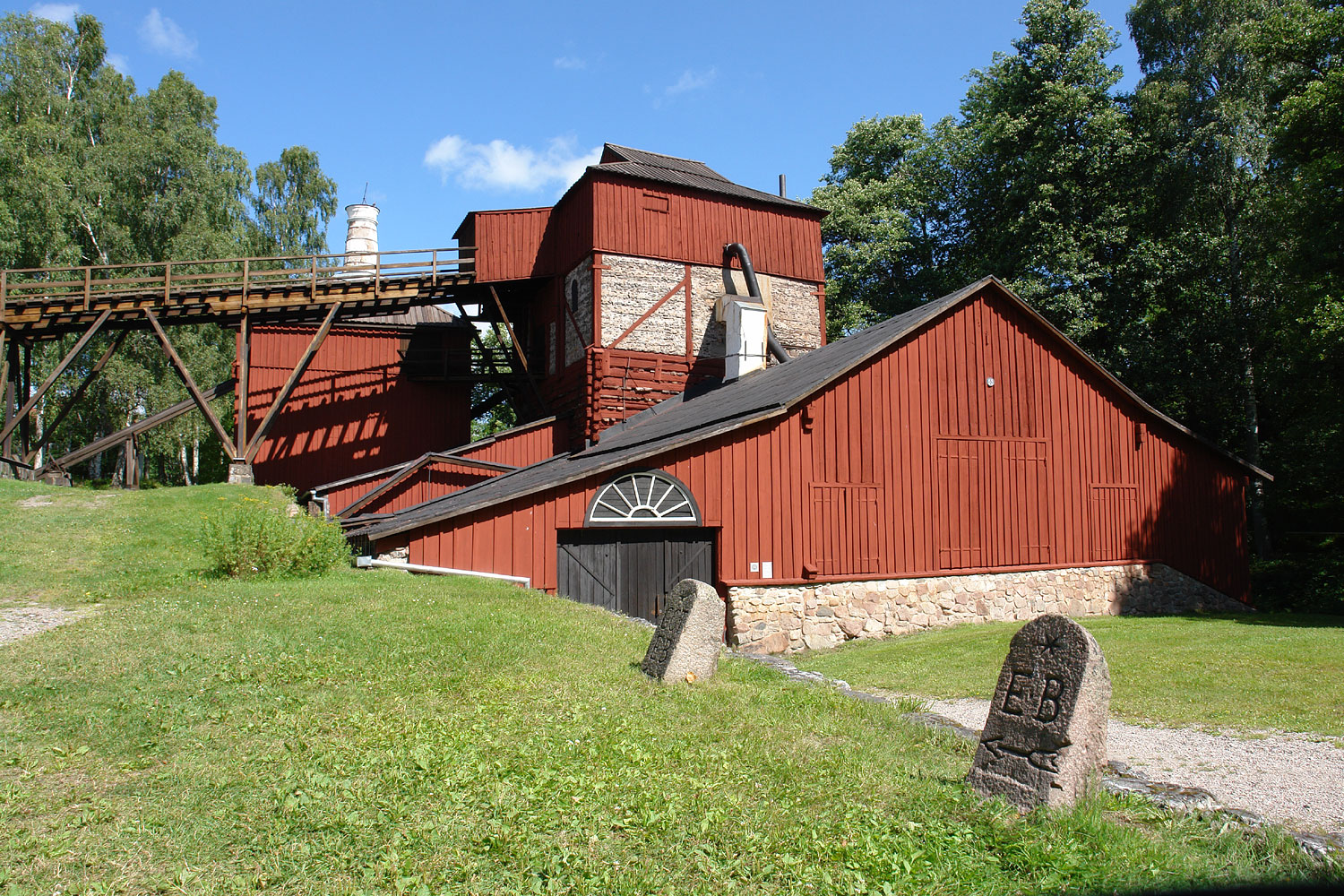
Via Mälaren transporterades järn och koppar från järnbruk i Bergslagen vidare till Östersjön.

Mälaren har länge varit en viktig transportväg mellan Mälardalens inre områden och Östersjön. Valet av plats för städer har påverkat utvecklingen av handelsvägar, där vissa städer har vuxit och andra förlorat sin betydelse. Särskilt viktig var transporten av järn och koppar från Bergslagen till Östersjön via Mälaren. Denna handel underlättades när Hjälmare kanal, som förbinder Hjälmaren med Mälaren, färdigställdes 1639. På 1700-talet tillkom Strömsholms kanal, vilket öppnade upp en vattenväg till bland annat Hallstahammar, Surahammar, Fagersta och Smedjebacken. Mälaren har också varit en viktig transportväg för bönders och fiskares produkter till Stockholm.
Under början av 1800-talet fick Stockholm regelbundna ångbåtsförbindelser till flera andra städer. Järnvägens och bilismens utveckling minskade den övergripande betydelsen av sjöfarten på Mälaren för godstransporter. Trots detta fraktas fortfarande flera miljoner ton gods över sjön varje år. Sjötrafiken fungerar idag som ett komplement till väg- och järnvägstransporter och hjälper till att avlasta dessa.
Mälaren har också en viktig funktion som vattentäkt för miljontals människor, vilket gör att säkerheten kring sjöfarten prioriteras. Bland annat finns krav på dubbla skrov för båtar som trafikerar Mälaren. Mälarleden, som sträcker sig från Södertälje till Västerås och Köping, är en betydande transportled. Årligen passerar omkring 4 500 fartyg Södertälje kanal, och godsmängden uppgår till drygt 4 miljoner ton. Den största delen av frakten består av olja och kemikalier. Yrkesmässig sjöfart bedrivs bland annat i hamnar i Stockholm, Västerås och Köping, och det finns cirka 30 gästhamnar för fritidsbåtar i Mälaren. Efterfrågan på dessa hamnar ökar i takt med att befolkningen i området växer.

### Miljö

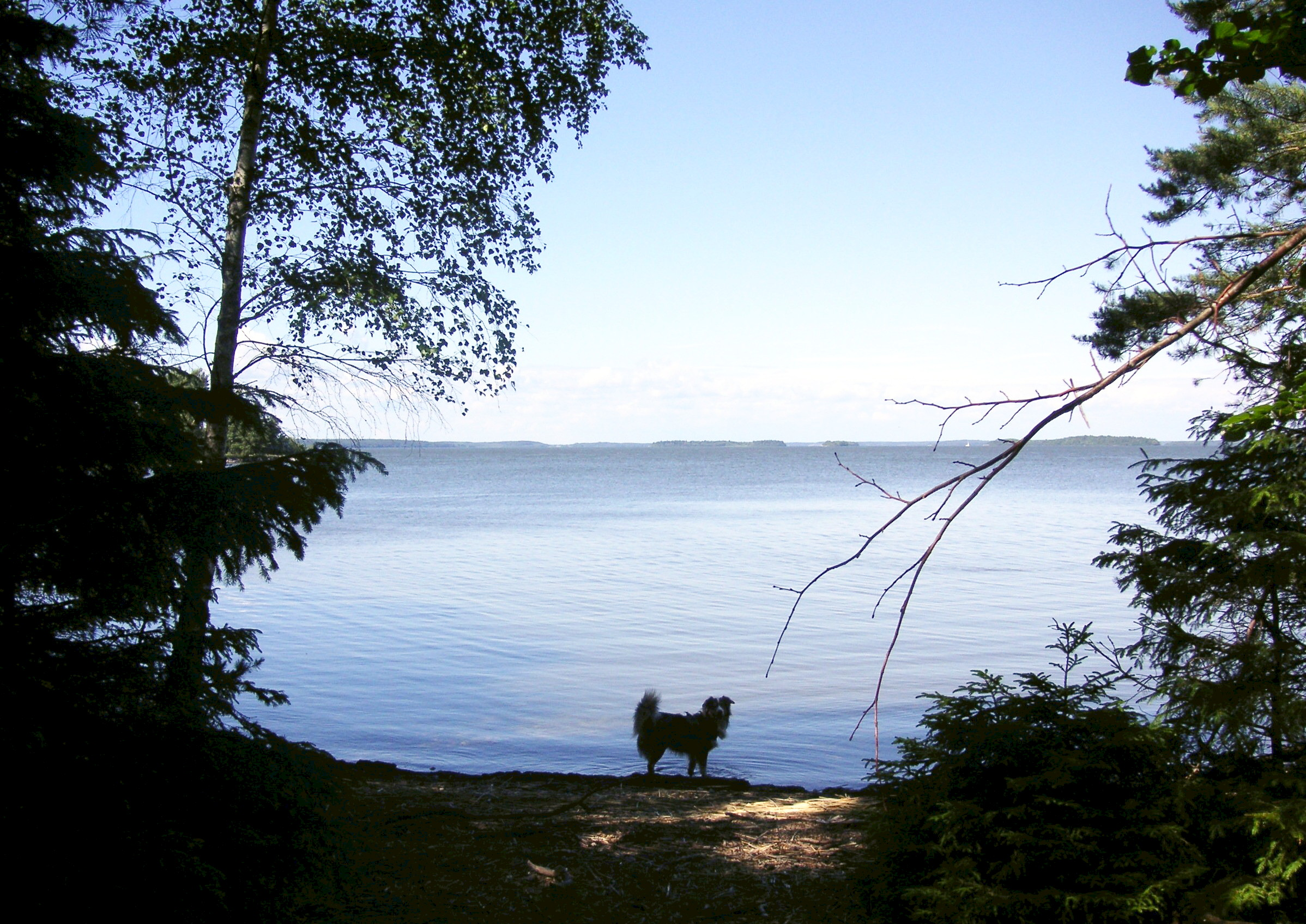
Norra Björkfjärden sedd norrut från norra spetsen av Adelsön

År 1999 genomfördes en paleolimnologisk undersökning av Björkfjärden i Mälaren. Forskare tog upp en meter lång sedimentpropp från botten för analys. De undersökte innehållet av kiselalger, pigment, fosfor, kol, kväve, pollen, bly och kolhaltig flygaska. Genom att datera de olika sedimentlagren kunde de fastställa att sedimentproppen sträckte sig cirka 1000 år tillbaka i tiden, till omkring år 1000 e.Kr.
Blyanalyserna gav särskilt intressanta resultat. De visade en tidig och kraftig ökning av blyhalten i sedimenten, sannolikt orsakad av föroreningsutsläpp i samband med gruvdriften i Bergslagen mellan 1000- och 1500-talet. Fosforanalyserna var däremot mer svårtolkade. Sammanfattningsvis visar undersökningen att Mälaren påverkats av mänsklig aktivitet i över tusen år, redan innan den blev en insjö med sötvatten.

## Dialekt
Den dialekt som idag talas i östra Mälardalen och i närheten av Stockholm uppfattas ofta som rikssvenska. Det är dock värt att nämna att dialekten i västra Mälardalen skiljer sig markant från stockholmsdialekten, även om alla dialekterna i Mälardalen tillhör dialektområdet sveamål, och i synnerhet de uppsvenska målen.
Dialekterna i Mälardalen blev grunden till rikssvenska på grund av regionens historiska och kulturella betydelse. Under medeltiden och framåt var Mälardalen Sveriges politiska och ekonomiska centrum, med Stockholm som huvudstad. Den språkliga standardiseringen påverkades av dialekterna i området kring Mälardalen, särskilt genom hovet i Stockholm och kyrkan med högsäte i Uppsala samt universitetet i Uppsala. När tryckpressen introducerades i Sverige på 1500-talet användes språket i regionen ofta som modell för skriftlig svenska, vilket bidrog till att forma det som senare blev rikssvenska.
TV och radio spelade en avgörande roll i spridningen och standardiseringen av sveamål som grunden till rikssvenskan under 1900-talet. När public service, genom Sveriges Radio och senare Sveriges Television, började sända nationellt, valdes en neutral och lättförståelig variant av svenska som baserades på språket i Mälardalen och Stockholmsområdet. Detta ansågs vara mest begripligt för en bred publik och användes som norm för nyhetsuppläsare och programledare. Detta låg även i linje med dåtidens språkpolitik som hade som mål att främja språklig enhetlighet och centralisering.

### Schloss Gripsholm

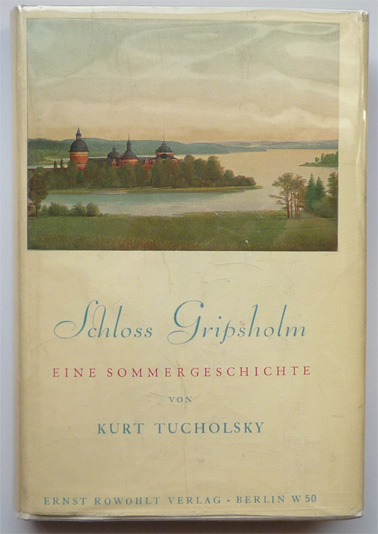
Omslag till originalutgåvan, Rowohlt, Berlin 1931

Gripsholms slott – en sommarsaga, (tyska: Schloss Gripsholm) är en roman av den tyske författaren Kurt Tucholsky. Sommaren 1929 hade Tucholsky tillbringat vid Hedlandet i närheten av Mariefred, med utsikt över Gripsholms slott och inspirerats av miljön. Berättelsen publicerades först som en följetongsroman i Berliner Tageblatt med start den 20 mars 1931. Samma år gavs den ut som bok av Rowohlt Verlag i Berlin. År 1950 blev berättelsen en av de första pocketböckerna utgivna av Rowohlt. Bokens handling kretsar kring ett ungt förälskat par som gör en sommarresa från Berlin till Mariefred och slottet Gripsholm, där de hyr ett rum. De tillbringar tre veckor där och får besök av Kurts vän Karlchen och Lydias vän Billie. Berättelsen innehåller både lättsamma episoder, som en erotisk scen, och allvarligare inslag, som när de hjälper en flicka att fly från ett sadistiskt barnhem till sin mamma i Schweiz.
Boken har givits ut på svenska i flera upplagor, i översättning av Birgit Hård af Segerstad. Romanen har filmatiserats två gånger i tyska produktioner; år 1963 med titeln Schloss Gripsholm (Två ska man vara) och 2000 med titeln Gripsholm.

### Spår i Mälardalen
Spår i Mälardalen är en textsamling av Per-Olof Wikström. Boken samlar texter av sjutton författare som skildrar mänsklig verksamhet i Mälardalen. Boken behandlar bland annat näringslivets utveckling och mälardalingarnas - särskilt kvinnornas - situation i arbetslivet samt varför utvandrarna var ganska få i Mälardalen.

## Politik och samverkan

### Mälardalsrådet
Mälardalsrådet är den politiska samverkansorganisationen för kommunerna och regionerna i Stockholm-Mälarregionen. Mälardalsrådet samlar medlemmarna i en ideell förening för arbetet med gemensamma strategiska frågor på storregional nivå. Organisationen bildades 1992 och driver medlemmarnas frågor inom infrastruktur, transporter och kompetensförsörjning i samarbete med näringsliv och akademi.

#### Styre
Mälardalsrådets verksamhet leds av styrelsen. Ordförande är Jens Sjöström (S), investeringsregionråd i Region Stockholm. Styrelsen väljs för en mandatperiod om fyra år och består av 19 ledamöter och 19 ersättare. Styrelsens sammansättning avspeglar i stort valresultatet i kommunerna i det senaste valet. Rådet är Mälardalsrådets fullmäktige och sammanträder en gång per år i samband med Mälartinget. Mälardalsrådet har närmare 200 rådsledamöter och lika många ersättare. Rådet sammanträder på Rådsmötet i samband med Mälartinget som brukar hållas i maj.

## Turism och sevärdheter

### Strandområde
Mälarens strandområden utgör en betydande resurs för friluftslivet. Sjöns tillgänglighet är hög, bland annat genom utbyggda strandpromenader och badplatser. Under de senaste tre decennierna har vattenkvaliteten i Mälaren förbättrats, vilket har haft en positiv inverkan på dess rekreativa värde. För att säkerställa allmänhetens tillgång till friluftsområden och bevara gynnsamma livsvillkor för djur- och växtlivet har strandskyddet i flera områden utökats från 100 meter till 300 meter. Trots detta pågår en ökad exploatering längs sjöns stränder, då efterfrågan på strandnära boenden är stor.

### Sjön

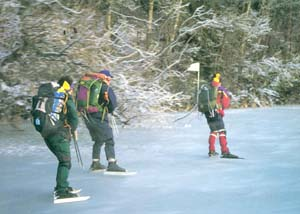
Under vintern är Mälaren en populär plats för långfärdsskridskoåkning.

Under vintern är Mälaren en populär plats för långfärdsskridskoåkning. Sjön ligger inom ett geografiskt område som sträcker sig från Värmland och Närke till Mälardalen och Östergötland, som erbjuder goda klimat- och vattenförhållanden för detta. Den pågående globala uppvärmningen kan dock medföra att isförhållandena i framtiden blir mindre stabila, vilket kan påverka skridskoåkningens möjligheter.
Under sommarhalvåret används Mälaren flitigt för segling och motorbåtstrafik, och dess många öar erbjuder varierande natur- och fritidsupplevelser. Samtidigt påverkar motorbåtar sjöns vattenkvalitet genom utsläpp av bränsle och avgaser. Särskilt äldre tvåtaktsutombordare har en betydande miljöpåverkan, då cirka 30 % av bränslet passerar genom motorn oförbränt. Avgaserna innehåller polyaromatiska kolväten (PAH), vilka är giftiga för planktoniska kräftdjur såsom hopp- och hinnkräftor, vilket kan påverka ekosystemets balans.

#### Bad
Kommunala miljöförvaltningar övervakar regelbundet vattenkvaliteten vid Mälarens badplatser genom bakterieprovtagning och mätning av vattentemperatur. Dessutom undersöks förekomsten av blågröna alger (cyanobakterier), då dessa kan utgöra en hälsorisk vid bad. Aktuell information om vattenkvalitet, temperatur och eventuell algblomning finns tillgänglig via Havs- och vattenmyndighetens hemsida.

### Slott och herrgårdar

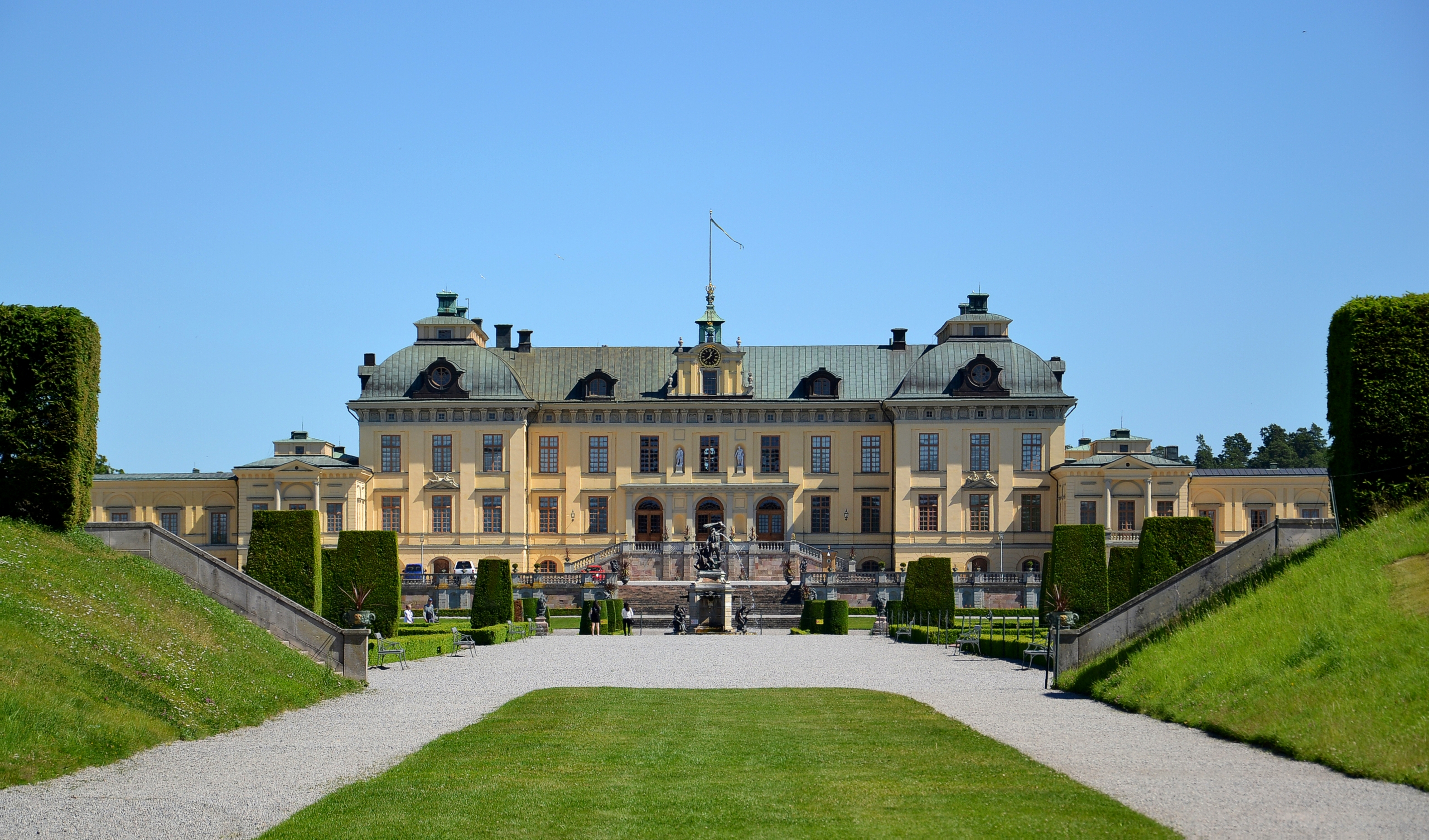
Drottningholms slott.

Mälardalen är hem till flera slott och herrgårdar, många av dem med rik historia och säregen arkitektur. Dessa byggnader sträcker sig från medeltida slott till mer moderna herrgårdar, dessa byggnader fungerar som påminnelser om Mälardalens arv och betydelse i Sveriges historia som rikets maktcentrum. Många av dessa slott är öppna för allmänheten och erbjuder guidade turer, där besökare kan utforska arkitekturen, konstsamlingar och historiska föremål. Kända slott i Mälardalen inkluderar bland annat Drottningholms slott, som är kungafamiljens officiella residens, och Gripsholms slott med sin ansenliga konstsamling. 

## Befolkning
Större städer som kan räknas in i Mälardalen utanför Storstockholm är Uppsala (245 329), Västerås (159 662) och Eskilstuna (107 468). Den 31 december 2020 bodde mer än 3,6 miljoner människor i denna region, som också kan begränsas till ett mycket mindre geografiskt område runt Stockholm och själva Mälaren beroende på var man drar gränsen för området, till exempel kan Örebro (155 989) och området runt omkring antingen inkluderas eller exkluderas beroende på sammanhang.
| Län               | Residensstad | Yta    | Befolkning | Befolkningstäthet |
| Stockholms län    | Stockholm    | 6,514  | 2,391,990  | 367.2             |
| Uppsala län       | Uppsala      | 8,189  | 388,394    | 47.4              |
| Örebro län        | Örebro       | 8,504  | 305,643    | 35.9              |
| Södermanlands län | Nyköping     | 6,072  | 299,401    | 49.3              |
| Västmanlands län  | Västerås     | 5,117  | 277,141    | 54.2              |
| Total             |              | 34,396 | 3,662,569  | 106.5             |